# Perulibatrachus kilburni
Perulibatrachus kilburni är en fiskart som beskrevs av Greenfield, 1996. Perulibatrachus kilburni ingår i släktet Perulibatrachus och familjen paddfiskar. Inga underarter finns listade i Catalogue of Life.